# Wólka Poduchowna
Wólka Poduchowna – wieś w Polsce położona w województwie podlaskim, w powiecie białostockim, w gminie Wasilków.
W latach 1975–1998 miejscowość administracyjnie należała do województwa białostockiego.
Wierni kościoła rzymskokatolickiego należą do parafii Chrystusa Dobrego Pasterza w Jurowcach.